# 장안 (연호)
장안(長安, 701년 10월 ~ 704년)는 무주(武周) 성신제(聖神帝) 측천무후(則天武后) 무조(武曌)의 열세번째 연호이다. 약 3년 2개월 동안 사용하였다.

## 개원
- 대족(大足) 원년 10월 22일[1](701년 11월 26일)에 연호를 장안(長安)으로 개원함.[2][3][4][5]

- 장안(長安) 5년 1월 1일[6](705년 1월 30일)에 연호를 신룡(神龍)으로 개원함.[2][7][4][5][8]

## 연대 대조표
| 장안       | 원년       | 2년        | 3년        | 4년        |
| 서기(西紀) | 701년      | 702년      | 703년      | 704년      |
| 간지(干支) | 신축(辛丑) | 임인(壬寅) | 계묘(癸卯) | 갑진(甲辰) |

## 동시대 연호

### 일본
- 다이호(大寶) (701년 ~ 704년)
- 게이운(慶雲) (704년 ~ 708년)

## 같이 보기
- 중국의 연호 목록